# Bargfeld-Stegen
Bargfeld-Stegen là một đô thị ở huyện Stormarn, bang Schleswig-Holstein, Đức. Đô thị này có diện tích 17,81 km², dân số thời điểm 31 tháng 12 năm 2006 là 2850 người.